# Vulcanul stins
Vulcanul stins este un film românesc din 1987 regizat de George Cornea. Rolurile principale au fost interpretate de actorii Mircea Andreescu, Adrian Pintea și Alexandru Repan.

## Distribuție
Distribuția filmului este alcătuită din:
- Mircea Andreescu — Romulus Strejan, inginer geolog, autorul principal al proiectului prospecțiunilor geologice de cupru de la Detunata Pietreni
- Adrian Pintea — Vasile Făerag, inginer geolog, colegul mai tânăr al lui Strejan
- Alexandru Repan — Ștefan Ignațiu, inginerul geolog, șeful echipei de geologi de la Detunata Pietreni
- Mihai Cafrița — George Manoilescu, ziaristul care vrea să scrie o carte despre activitatea lui Strejan
- Dana Dogaru — Maria, medic mamoș, soția lui Strejan
- Petre Gheorghiu — Virgil Cernescu, inginer geolog și profesor universitar, cumnatul lui Strejan (menționat Petrică Gheorghiu)
- Ruxandra Bucescu — Lavinia, ingineră geologă, fosta iubită a lui Făerag și actuala soție a lui Ignațiu
- Florin Tănase — Pop, inginer geolog, șeful Secției Prospecțiuni
- Oana Sârbu — Larisa, fiica lui Strejan
- Valeriu Paraschiv — Marinescu, inginer geolog ocupat cu exploatarea unor zăcăminte de fier, secretarul de partid al întreprinderii
- Valeriu Dogaru — Cerdaș, inginer geolog, directorul Întreprinderii de Prospecțiuni și Explorări Geologice
- Petre Simionescu — prof.dr. Stratulat, medicul chirurg care-l operează pe Strejan
- Andrei Bursaci — bătrânul căutător de aur
- George Negoescu — tatăl lui Strejan, țăran maramureșean
- Cristina Tacoi — tanti Aurelia, menajera lui Ignațiu
- Maria Caraman
- Dorin Ganea
- Florența Militaru
- Alexandru Lazăr — inginer geolog
- Mihai Brătilă — băiatul cu dizabilități al lui Ignațiu
- Vladimir Juravle[2]

## Producție
Filmul a fost realizat cu concursul Ministerului Minelor, Petrolului și Geologiei și a beneficiat de participarea pe post de consilieri a prof.dr. Marcian Bleahu și dr. Mihai Ciuta.

## Primire
Filmul a fost vizionat de 1.094.840 de spectatori în cinematografele din România, după cum atestă o situație a numărului de spectatori înregistrat de filmele românești de la data premierei și până la data de 31 decembrie 2014 alcătuită de Centrul Național al Cinematografiei.